# محمد خالد حسن
محمد خالد حسن (مواليد 8 يناير 2003) هو لاعب كرة قدم قطري من أصول مصرية يلعب حالياً كلاعب مقيم مع نادي الوكرة في دوري نجوم قطر كمهاجم.

## روابط خارجية
محمد خالد حسن على موقع قاعدة بيانات كرة القدم.إي يو (الإنجليزية)
- محمد خالد حسن على موقع Soccerway.com (الإنجليزية)